# El Rosario, Catazajá
El Rosario är en ort i Mexiko.   Den ligger i kommunen Catazajá och delstaten Chiapas, i den sydöstra delen av landet, 800 km öster om huvudstaden Mexico City. El Rosario ligger 15 meter över havet och antalet invånare är 666.
Terrängen runt El Rosario är platt. Runt El Rosario är det ganska glesbefolkat, med 30 invånare per kvadratkilometer. Närmaste större samhälle är Catazajá, 12,7 km sydost om El Rosario. Omgivningarna runt El Rosario är en mosaik av jordbruksmark och naturlig växtlighet.